# فرانك بولينج
فرانك بولينج (بالإنجليزية: Frank Bowling)‏ هو فنان تشكيلي ورسام بريطاني، ولد في 29 فبراير 1936 في بارتيسا في غيانا.